# George Hunter
George Hunter (ur. 22 lipca 1927 w Brakpan, zm. 14 grudnia 2004 w Boksburgu) – bokser południowoafrykański, mistrz olimpijski 1948.
Zdobył mistrzostwo olimpijskie w kategorii półciężkiej (75-81 kg) na olimpiadzie w Londynie. Występ na igrzyskach przyniósł mu także honorowe wyróżnienie Pucharem Barkera, przyznawanym dla najlepiej technicznie wyszkolonego uczestnika turnieju olimpijskiego.